# TCDD HT80000
TCDD HT80000 또는 지멘스 벨라로 TR(독일어: Siemens Velaro TR)은 지멘스 벨라로 모델을 기반으로 도입한 차량으로 터키 국유철도에서 운행하고 있다. 8량 편성으로, 길이는 200m, 지멘스 벨라로 D 모델을 기반으로 제작된 초기분의 경우 460명의 승객을 수용하는 반면 지멘스 벨라로 TR 모델을 기반으로 제작된 2차분과 3차분의 경우 519명의 승객을 수용과 동시에 최고 영업 속도는 300km로 주행이 가능하다.

## 개요
2013년에 터키 국유철도에서 지멘스와 계약을 체결했는데 7년간 유지 보수 및 시뮬레이션 제공을 포함한 1차분 1편성, 2차분 6편성, 3차분 10편성을 목적으로 납품할 예정이다. 2014년 터키의 입찰위원회에서 증명서 문제로 3차분은 취소되었다.
2013년 9월에 초기분 제작이 완료되면서 시범 운행에 들어갔다. 2015년 5월에 1차분이 도입하면서 앙카라 ~ 콘야간 운행하기 시작했고, 2차분은 2016년에 독일에 수입해 같은 해 2월에 터키에 인도했으나, 영업 운전이 지연되면서 2017년 3월부터 운행에 들어갔다.
이후 3차분은 지멘스 측에서 지멘스 벨라로 모델을 다시 제안했고, 프랑스의 알스톰, 스페인의 CAF, 캐나다의 봄바디어 트랜스포테이션, 대한민국의 현대로템과 경쟁 끝에 2017년 1월 30일에 지멘스와 다시 계약을 체결했다.

## 사진

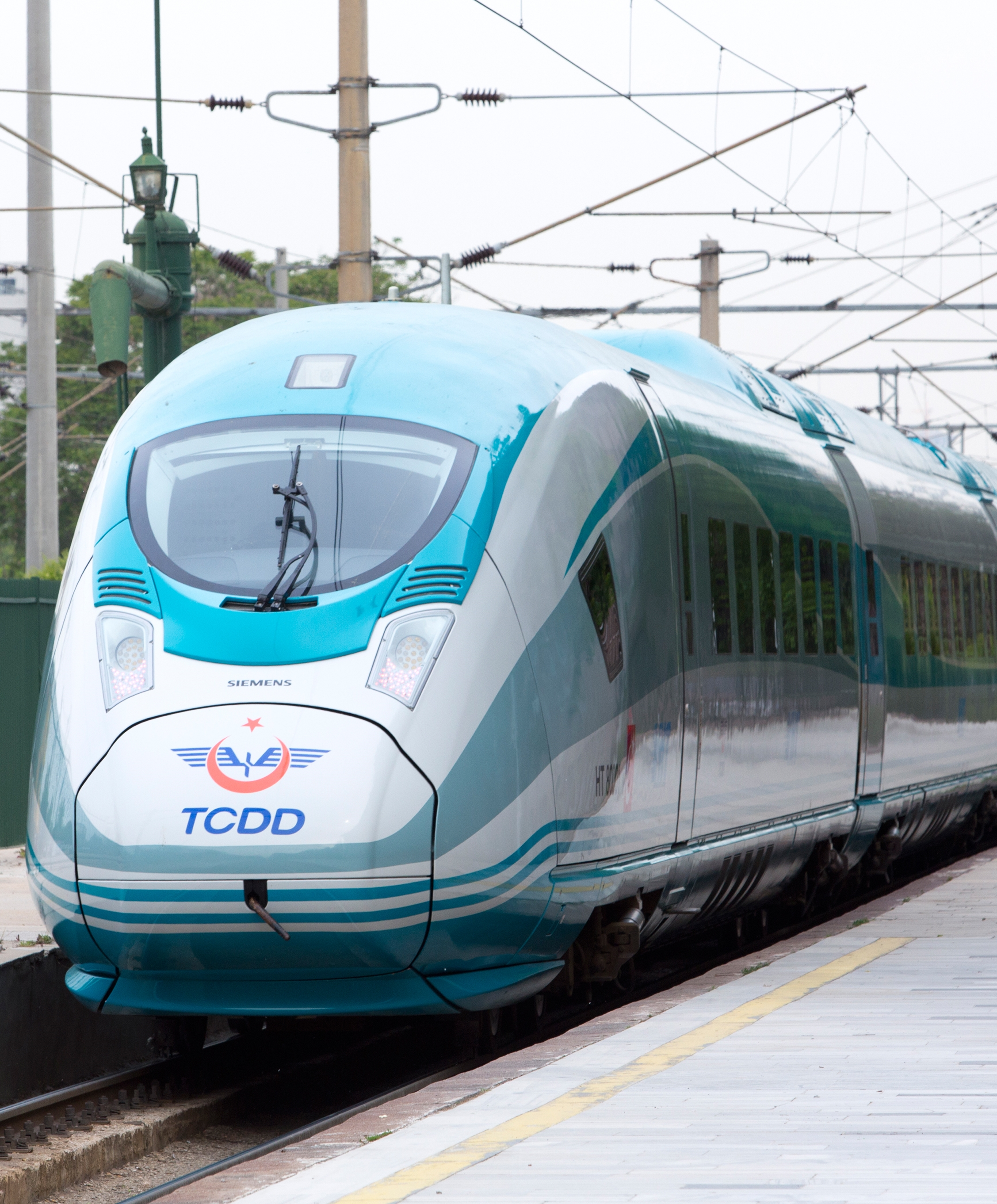
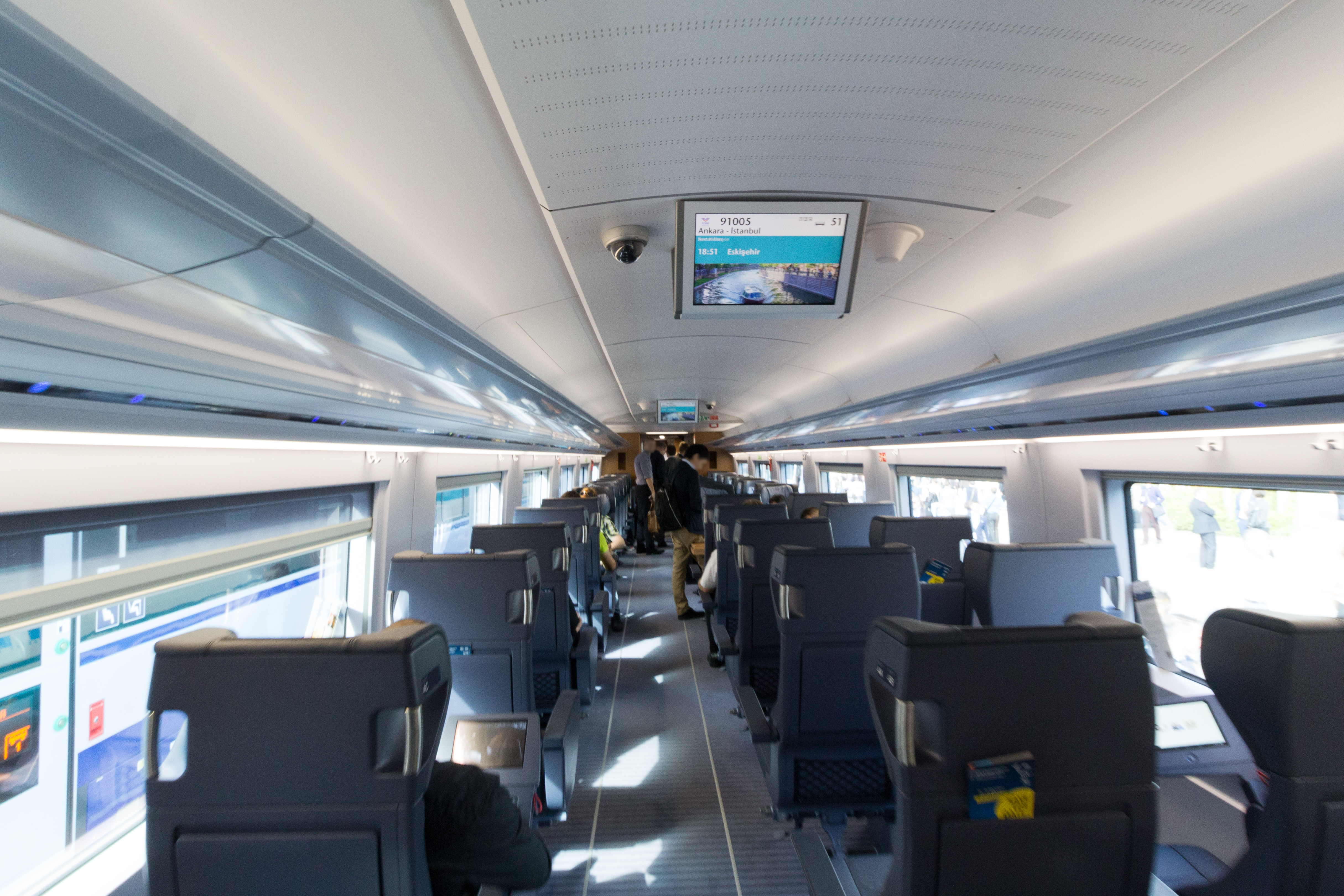
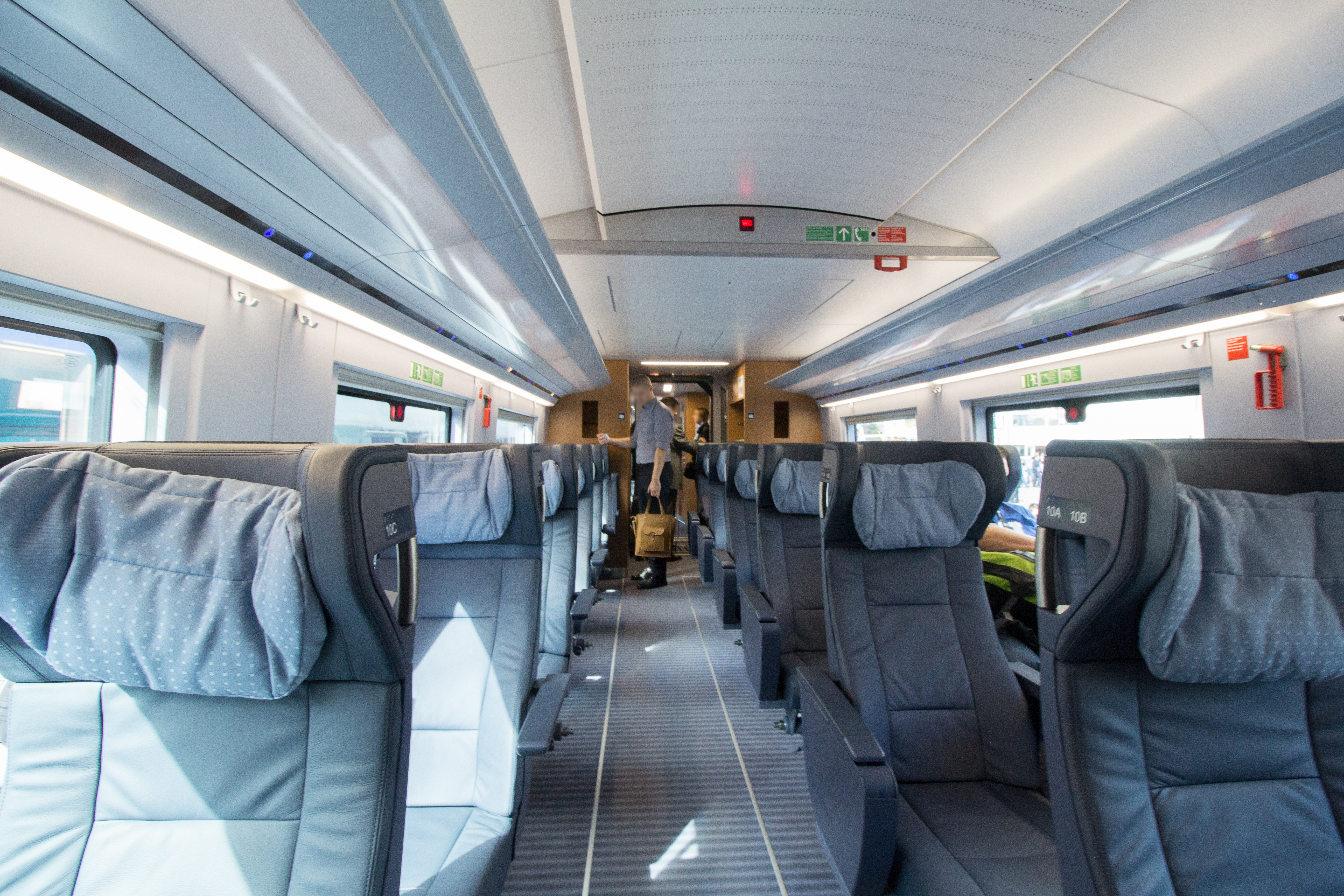

## 같이 보기
- 지멘스 벨라로
- TCDD HT65000
- YHT